# Betula potaninii
Betula potaninii — вид квіткових рослин з родини березових (Betulaceae). Росте у Китаї.

## Біоморфологічна характеристика

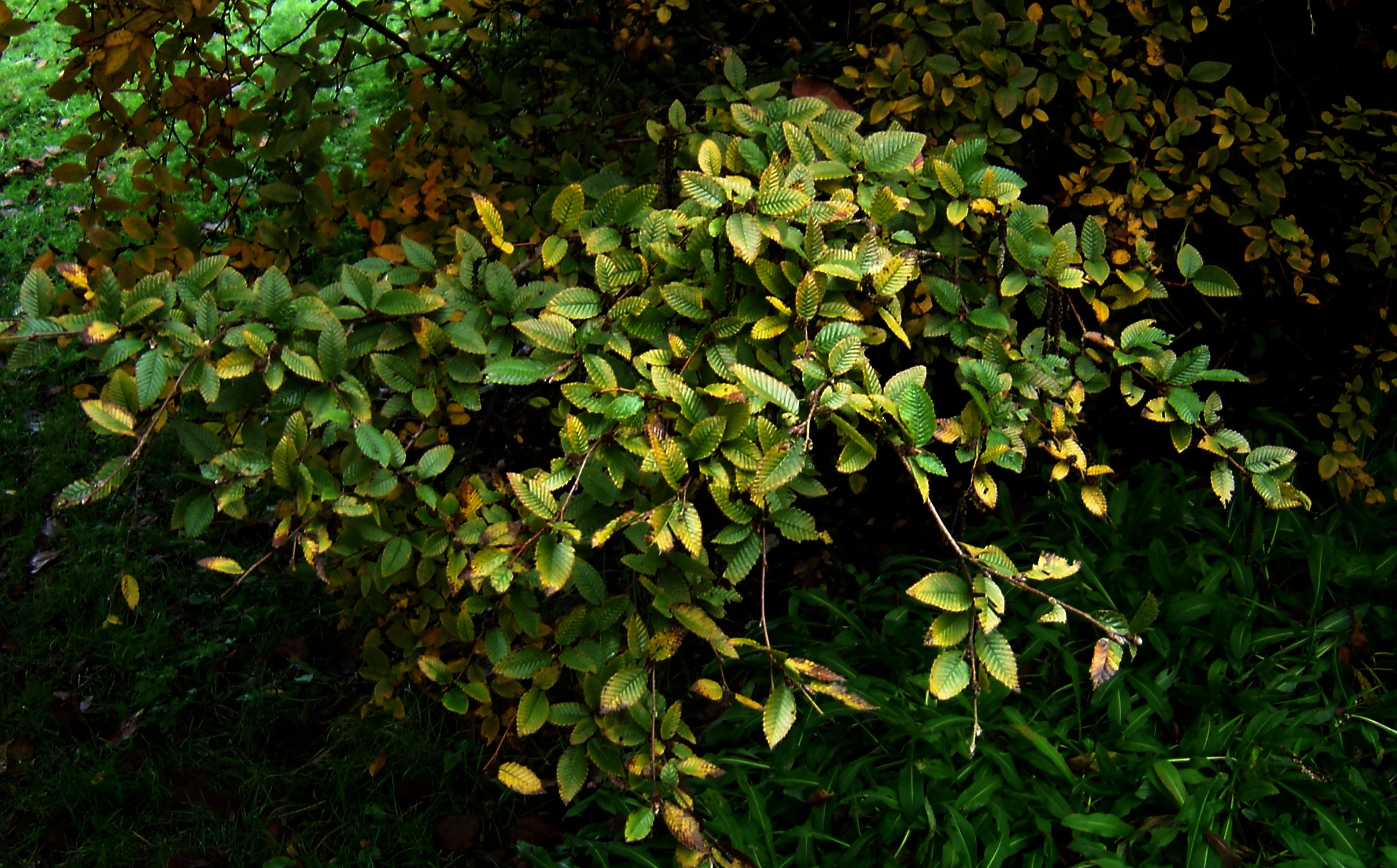

Цей вид є кущем чи деревом до 5 метрів заввишки. Кора сірувато-коричнева. Гілочки коричневі, дуже стрункі, густо жовто чи біло запушені. Листкова ніжка 3–5 мм, густо жовто ворсиста. Листова пластинка яйцювато-ланцетна чи довгасто-ланцетна, 2–2.5 × 1–2.5 см; зверху щільно ворсистий коли молоді, знизу щільно жовто-коричнево або біло війчасті вздовж жил, край загострений подвійно зазубрений, верхівка загострена чи гостра. Жіночі суцвіття довгасто-циліндричні, 1–2 см × 5–6 мм. Горішок обернено-яйцеподібний, ≈ 1.5 × 1 мм, запушений, з дуже вузькими крилами.

## Поширення й екологія
Поширення: Китай (Сичуань, Гансу, Шансі). Росте на висотах від 1900 до 3100 метрів. Зустрічається на затінених, вологих скелях і скрабі. Цей вид толерантний до принаймні зимового заболочення. Цей вид відносно повільно зростає.